# Liste de peintures d'Albert Lebourg
Cette page fournit une liste de peintures d'Albert Lebourg (1849-1928).
| Image | Genre   | Titre                                                                | Date         | Technique         | Dimensions  | Lieu de Conservation                         | Référence                                    |
| ----- | ------- | -------------------------------------------------------------------- | ------------ | ----------------- | ----------- | -------------------------------------------- | -------------------------------------------- |
|       | Paysage | Rue à Alger                                                          | 1872-1877    | huile sur toile   | 45 × 31 cm  | Musée du Quai Branly, Paris                  | Muséeconsulté le 12 Mars 2023                |
|       | Paysage | La Rue des Bouchers à Alger                                          | 1873         | huile sur toile   | 47 × 31 cm  | Collection privée, Vente 2006                | Catalogue Christie'sconsulté le 12 Mars 2023 |
|       | Paysage | Le Port d'Alger                                                      | 1876         | huile sur toile   | 31 × 47 cm  | Musée d'Orsay, Paris                         | Muséeconsulté le 14 Mars 2023                |
|       | Paysage | L'Avant port de Dieppe                                               | 1882         | huile sur toile   |             | Château de Dieppe                            | RMNconsulté le 10 Mars 2023                  |
|       | Paysage | Les Bords de la Seine à Vétheuil, temps couvert                      | 1883 vers    | huile sur toile   | 40 × 74 cm  | Collection privée, Vente 2018                | Catalogue Sotheby'sconsulté le 11 Mars 2023  |
|       | Paysage | L'Hiver à Pont-du-Château                                            | 1884         | huile sur toile   | 46 × 76 cm  | Collection privée, Vente 2021                | Catalogue Christie'sconsulté le 11 Mars 2023 |
|       | Paysage | Neige à Pont-du-Château Esquisse préparatoire                        | 1885         | huile sur toile   | 53 × 73 cm  | Clermont-Ferrand, musée d'art Roger-Quilliot | Notice Jocondeconsulté le 9 Mars 2023        |
|       | Paysage | Bords de Seine à Bougival                                            | 1885         | huile sur toile   |             | Petit Palais (Genève)                        | [réf. nécessaire]                            |
|       | Paysage | Lever de lune à Boulogne-sur-Mer                                     | 1885 juillet | huile sur toile   | 38 × 71 cm  | Collection privée, Vente 2021                | Catalogue Christie's                         |
|       | Paysage | Vue de Pont-du-Château                                               | 1885-1886    | huile sur toile   | 31 × 58 cm  | Saint-Pétersbourg, musée de l'Ermitage       | Muséeconsulté le 9 Mars 2023                 |
|       | Paysage | Paysage                                                              | 1886 vers    | huile sur toile   | 35 × 65 cm  | musée des Beaux-Arts de Göteborg             | [réf. nécessaire]                            |
|       | Paysage | Bords de la Seine, Cours la Reine                                    | 1889         | huile sur toile   | 40 × 65 cm  | musée d'art moderne de Strasbourg            | Notice Jocondeconsulté le 10 Mars 2023       |
|       | Paysage | La Seine en hiver                                                    | 1889         | huile sur toile   | 47 × 73 cm  | Collection privée, Vente 2009                | Catalogue Sotheby'sconsulté le 11 Mars 2023  |
|       | Paysage | Les Berges de la Seine à Bercy, effet de soir                        | 1889         | huile sur toile   | 41 × 73 cm  | Reading Public Museum                        | Muséeconsulté le 11 Mars 2023                |
|       | Paysage | Le pont Saint-Michel et Notre-Dame, vus du quai des Grands-Augustins | 1890 vers    | huile sur toile   | 50 × 64 cm  | musée Carnavalet, Paris                      | ParisMuséesconsulté le 11 Mars 2023          |
|       | Paysage | Notre-Dame de Paris par temps de neige                               | 1891         | huile sur toile   | 46 × 65 cm  | Palais des Beaux-Arts de Lille               | Muséeconsulté le 10 Mars 2023                |
|       | Paysage | La Seine à Rouen en hiver : effets de neige                          | 1892-1894    | huile sur toile   | 47 × 77 cm  | Musée des Beaux-Arts d'Agen                  | Muséeconsulté le 8 Mars 2023                 |
|       | Paysage | Dans le port de Rouen                                                | 1892-1894    | huile sur toile   | 60 × 81 cm  | Petit Palais, Paris                          | ParisMuséesconsulté le 11 Mars 2023          |
|       | Paysage | L'Île Lacroix sous la neige                                          | 1893         | huile sur toile   | 45 × 75 cm  | Musée des beaux-arts de Rouen                | Notice Jocondeconsulté le 8 Mars 2023        |
|       | Paysage | Sur le Port à Honfleur                                               | 1893         | huile sur toile   | 46 × 65 cm  | Collection privée, Vente 2009                | Catalogue Sotheby'sconsulté le 11 Mars 2023  |
|       | Paysage | Vue de la Seine au bas Meudon                                        | 1893         | huile sur toile   | 38 × 61 cm  | Sceaux, musée de l'Île-de-France             | Muséeconsulté le 9 Mars 2023                 |
|       | Paysage | Port de Dieppe                                                       | 1893         | huile sur toile   | 48 × 67 cm  | Toulouse Fondation Bemberg                   | Muséeconsulté le 9 Mars 2023                 |
|       | Paysage | Rouen, la Seine et la Cathédrale                                     | 1895         | huile sur toile   | 50 × 73 cm  | Collection privée, Vente 2016                | Catalogue Christie'sconsulté le 11 Mars 2023 |
|       | Paysage | Le Port d'Anvers                                                     | 1895-1897    | huile sur toile   |             | Phoenix Art Museum                           | Muséeconsulté le 12 Mars 2023                |
|       | Paysage | La Cathédrale de Dordrecht                                           | 1896         | huile sur toile   | 50 × 65 cm  | musée d'art moderne de Strasbourg            | Notice Jocondeconsulté le 9 Mars 2023        |
|       | Paysage | Moulin à Delft                                                       | 1896         | huile sur toile   | 46 × 61 cm  | Collection privée, Vente 2020                | Catalogue Christie'sconsulté le 12 Mars 2023 |
|       | Paysage | Les Anciens moulins du port de Rotterdam, un jour de grand vent      | 1896         | huile sur toile   | 50 × 65 cm  | Collection privée, Vente 2011                | Catalogue Christie'sconsulté le 12 Mars 2023 |
|       | Paysage | Le Vieux port de Dieppe                                              | 1896         | huile sur toile   | 38 × 46 cm  | Château de Dieppe                            | Notice Jocondeconsulté le 9 Mars 2023        |
|       | Paysage | La Cathédrale d'Évreux                                               | 1897         | huile sur toile   | 50 × 72 cm  | musée d'Évreux                               | Notice Jocondeconsulté le 8 Mars 2023        |
|       | Paysage | Le Pont de Maisons-Laffitte                                          | 1898         | huile sur toile   | 50 × 73 cm  | Collection privée, Vente 2012                | Catalogue Christie'sconsulté le 11 Mars 2023 |
|       | Paysage | La Seine en hiver                                                    | 1899         | huile sur toile   | 47 × 73 cm  | Collection privée, Vente 2009                | Catalogue Sotheby'sconsulté le 11 Mars 2023  |
|       | Paysage | Bords de Seine à Paris, après l'orage                                | 1900         | huile sur toile   |             | collection particulière                      | Paris impressionniste                        |
|       | Paysage | Le Chevet de Notre Dame                                              | 1900 vers    | huile sur panneau | 25 × 34 cm  | collection particulière                      | Artnet                                       |
|       | Paysage | La Seine et l'ancien Trocadéro                                       | 1900 vers    | huile sur toile   | 33 × 41 cm  | Musée Carnavalet, Paris                      | ParisMusées                                  |
|       | Paysage | Coucher de soleil, Bord de la Seine                                  | 1900-1905    | huile sur toile   |             | collection particulière                      | Catalogue de vente                           |
|       | Paysage | Les Bords de l'Iton à Hondouville, effet de neige                    | 1901         | huile sur toile   | 51 × 74 cm  | Collection privée, Vente 2016                | Catalogue Sotheby's                          |
|       | Paysage | Temps de pluie                                                       | 1901         | huile sur toile   | 46 × 85 cm  | Petit Palais, Paris                          | ParisMuséesconsulté le 12 Mars 2023          |
|       | Paysage | Notre-dame de Paris, neige                                           | 1902         | huile sur toile   | 46 × 65 cm  | Musée des beaux-arts de Rouen                | Notice Jocondeconsulté le 10 Mars 2023       |
|       | Paysage | Barques sur le Léman à Saint-Gingolph                                | 1902         | huile sur toile   | 65 × 81 cm  | Collection privée, Vente 2012                | Catalogue Sotheby'sconsulté le 11 Mars 2023  |
|       | Paysage | Remorqueurs à Rouen                                                  | 1903         | huile sur toile   | 50 × 73 cm  | musée des beaux-arts d'Angers                | Musée d'Orsayconsulté le 10 Mars 2023        |
|       | Paysage | Le Pont Neuf et la Seine                                             | 1903         | huile sur toile   | 39 × 64 cm  | Toulouse, Fondation Bemberg                  | RMNconsulté le 10 Mars 2023                  |
|       | Paysage | La Seine à La Bouille, environs de Rouen                             | 1904 vers    | huile sur toile   | 60 × 92 cm  | Petit Palais, Paris                          | ParisMuséesconsulté le 11 Mars 2023          |
|       | Paysage | Vue de Rouen depuis le mont Gargan                                   | 1905         | huile sur toile   | 50 × 73 cm  | Palais des Beaux-Arts de Lille               | Muséeconsulté le 11 Mars 2023                |
|       | Paysage | Le Pont Marie, au soleil couchant                                    | 1905 vers    | huile sur toile   | 40 × 66 cm  | Musée des beaux-arts de Montréal             | Muséeconsulté le 10 Mars 2023                |
|       | Paysage | Le Pont Neuf                                                         | 1906         | huile sur toile   | 46 × 76 cm  | Petit Palais, Paris                          | ParisMuséesconsulté le 8 Mars 2023           |
|       | Paysage | La Cité, Paris, matinée d'automne                                    | 1909         | huile sur toile   | 85 × 191 cm | Petit Palais, Paris                          | ParisMuséesconsulté le 8 Mars 2023           |
|       | Paysage | Bords du Canal à Charenton                                           | 1909         | huile sur toile   | 46 × 76 cm  | Collection privée, Vente 2012                | Catalogue Kollerconsulté le 12 Mars 2023     |
|       | Paysage | Notre-Dame de Paris, vue du quai de La Tournelle                     | 1910 vers    | huile sur toile   |             | Pont-Audemer, Musée Alfred-Canel             | Muséeconsulté le 10 Mars 2023                |
|       | Paysage | Notre-Dame de Paris et la Seine pendant l'inondation de 1910         | 1910         | huile sur toile   | 51 × 74 cm  | Collection privée, Vente 2006                | MutualArtconsulté le 10 Mars 2023            |
|       | Paysage | La Marne au Parc-Saint-Maur                                          | 1912         | huile sur toile   | 66 × 120 cm | Collection privée, Vente 2011                | Catalogue Christie'sconsulté le 11 Mars 2023 |
|       | Paysage | Bouquet de fleurs                                                    | 1920 vers    | huile sur toile   | 81 × 60 cm  | Collection privée, Vente 2022                | Catalogue Christie'sconsulté le 12 Mars 2023 |

## Dates non documentées
| Image | Genre    | Titre                                                                        | Date | Technique         | Dimensions  | Lieu de Conservation                      | Référence                                    |
| ----- | -------- | ---------------------------------------------------------------------------- | ---- | ----------------- | ----------- | ----------------------------------------- | -------------------------------------------- |
|       | Paysage  | La Seine à Croisset                                                          |      | huile sur toile   | 55 × 81 cm  | Musée de la Chartreuse de Douai           | Musenorconsulté le 8 Mars 2023               |
|       | Paysage  | Neige à Pont-du-Château                                                      |      | huile sur toile   | 40 × 73 cm  | musée d'Évreux                            | Notice Jocondeconsulté le 8 Mars 2023        |
|       | Paysage  | Remorqueurs à Rouen                                                          |      | huile sur toile   | 50 × 73 cm  | musée d'Orsay, Paris                      | Muséeconsulté le 8 Mars 2023                 |
|       | Paysage  | Place de la Concorde                                                         |      | huile sur toile   | 46 × 85 cm  | musée Marmottan, Paris                    | Muséeconsulté le 8 Mars 2023                 |
|       | Paysage  | Notre-Dame vue du quai de la Tournelle                                       |      | huile sur toile   | 50 × 61 cm  | Musée des beaux-arts de Pau, Paris        | Notice Jocondeconsulté le 8 Mars 2023        |
|       | Paysage  | Notre-Dame vue du quai de la Tournelle                                       |      | huile sur toile   | 40 × 65 cm  | Collection privée, Vente 2012             | Catalogue Hampelconsulté le 10 Mars 2023     |
|       | Paysage  | Paris, l'écluse de la Monnaie. Soleil d'hiver                                |      | huile sur toile   | 81 × 115 cm | Musée d'Orsay, Paris                      | Muséeconsulté le 10 Mars 2023                |
|       | Paysage  | La Seine et les Coteaux de Dieppedalle, vue prise de Croisset, près de Rouen |      | huile sur toile   | 40 × 60 cm  | Collection privée, Vente 1998             | Catalogue Christie'sconsulté le 11 Mars 2023 |
|       | Paysage  | Notre-Dame, Paris                                                            |      | huile sur toile   | 46 × 85 cm  | Collection privée, Vente 2020             | Catalogue Christie'sconsulté le 11 Mars 2023 |
|       | Paysage  | Notre-Dame, vue du Quai de la Tournelle, effet de neige                      |      | huile sur toile   | 55 × 81 cm  | Collection privée, Vente 2022             | Catalogue Christie'sconsulté le 11 Mars 2023 |
|       | Paysage  | Bords de Seine à Chatou                                                      |      | huile sur toile   | 46 × 65 cm  | Collection privée, Vente 2012             | Catalogue Sotheby'sconsulté le 11 Mars 2023  |
|       | Paysage  | Le Port du Louvre et la Seine devant l'Institut                              |      | huile sur toile   | 40 × 65 cm  | Collection privée, Vente 2018             | Catalogue Christie'sconsulté le 11 Mars 2023 |
|       | Paysage  | La Seine à Croisset, près de Rouen                                           |      | huile sur toile   | 46 × 76 cm  | Musée national des Beaux-Arts (Argentine) | Muséeconsulté le 11 Mars 2023                |
|       | Paysage  | Bateau à vapeur à Croisset                                                   |      | huile sur toile   | 61 × 103 cm | Collection privée, Vente 2010             | Catlogue Sotheby'sconsulté le 11 Mars 2023   |
|       | Paysage  | L'île Lacroix à Rouen                                                        |      | huile sur toile   | 38 × 61 cm  | Palais des Beaux-Arts de Lille            | Muséeconsulté le 11 Mars 2023                |
|       | Paysage  | La Charrette dans la neige, sur la route de Mont-Gargan (Rouen)              |      | huile sur toile   | 50 × 66 cm  | Collection privée, Vente 2022             | Catalogue Christie'sconsulté le 11 Mars 2023 |
|       | Paysage  | Esquisse d'un village                                                        |      | aquarelle         | 30 × 47 cm  | Smithsonian Art Museum, Washington        | Muséeconsulté le 11 Mars 2023                |
|       | Paysage  | Bateau de pêche sur le rivage                                                |      | huile sur panneau | 17 × 24 cm  | Collection privée, Vente 2018             | Catalogue Dorotheumconsulté le 12 Mars 2023  |
|       | Portrait | Portrait de l'artiste                                                        |      | huile sur bois    | 35 × 26 cm  | Musée des Beaux-Arts de Rouen             | Notice Jocondeconsulté le 12 Mars 2023       |
|       | Paysage  | Bords de Seine à Bercy                                                       |      |                   |             | Collection privée Salon de Paris 1997     | Muséart n° 74                                |
|       | Paysage  | Promeneurs sur la rive                                                       |      | huile sur toile   | 40 × 73 cm  | Collection privée                         | Fiche Atlas                                  |
|       | Paysage  | La Seine à Pacy-sur-Eure                                                     |      | huile sur toile   | 60 × 81 cm  | Collection privée, Vente 1993             | Connaissance des arts                        |